# Den skrattande polisen (roman)
Den skrattande polisen är en roman om ett brott (deckare) skriven av Maj Sjöwall och Per Wahlöö, utgiven 1968. Den handlar om kommissarie Martin Beck och hans kollegor vid  Riksmordkommissionen. Författarna belönades 1968 med Sherlock-priset för romanen. De erhöll även det prestigefyllda Edgarpriset 1971 för romanen.
Berättargreppet Meddelande från den döde förekommer i boken.

## Handling
Ett massmord på nio personer förövas på en buss i centrala Stockholm i november 1967. En av de döda är Martin Becks kollega Åke Stenström. Beck och hans kollegor får i uppdrag att lösa fallet. Undersökningarna leder fram till ett olöst kvinnomord i början av femtiotalet.

## Adaptioner
Boken är filmatiserad på engelska som The Laughing Policeman (1973) med Walter Matthau i huvudrollen. Matthaus rollfigur var dock omdöpt till Jake Martin (från Martin Beck) och handlingen förlades till San Francisco istället för Stockholm.
En serieroman, Le policier qui rit, baserad på boken, publicerades av det franska förlaget Casterman 2011. Manuset skrevs av Roger Seiter och Martin Viot tecknade.
Filmen Den gråtande polisen från 2022 har en handling som är löst baserad på boken, men en hel del är också förändrat där.